# Suevita

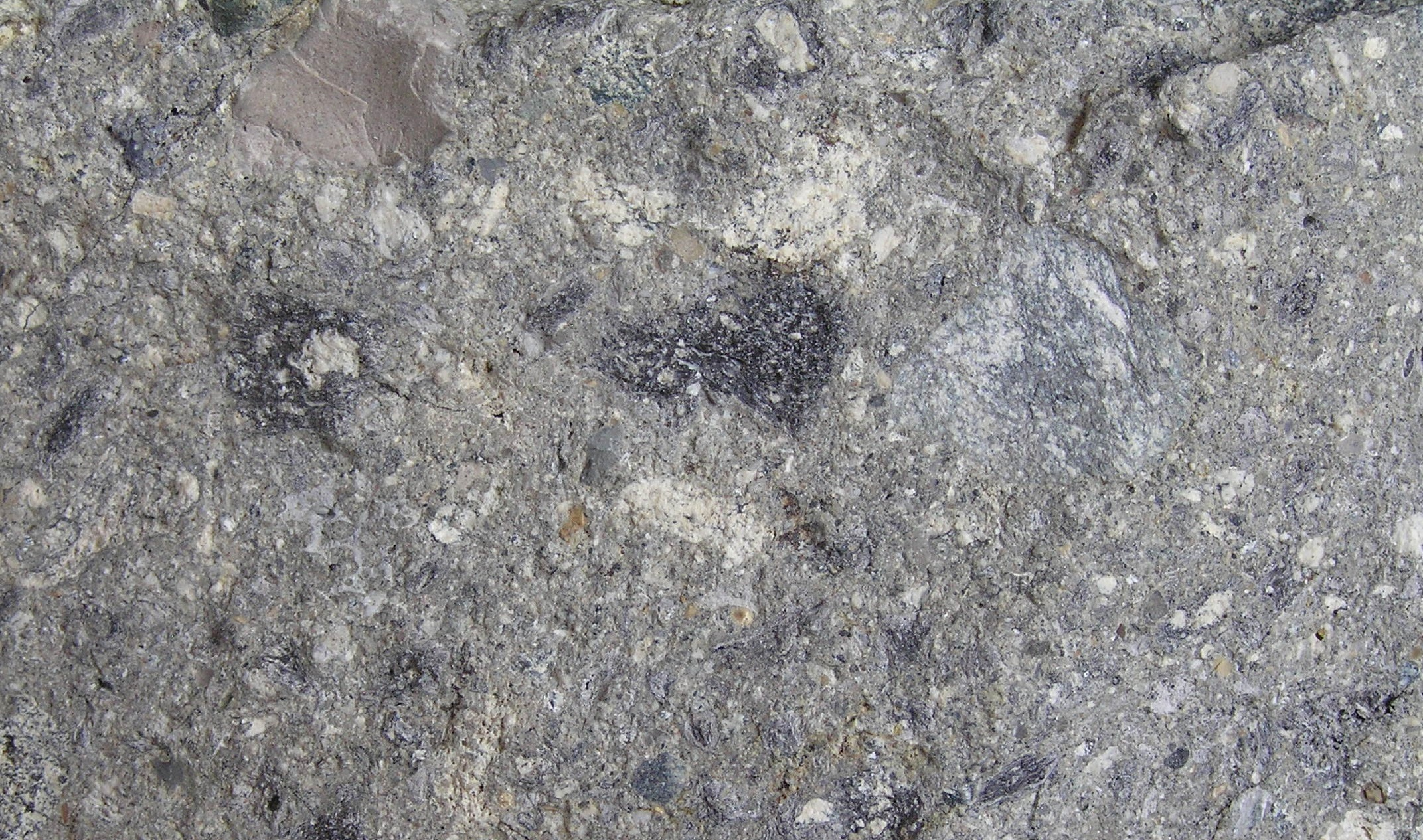
Suevita del cráter de impacto Ries de Nördlinger (localidad tipo)

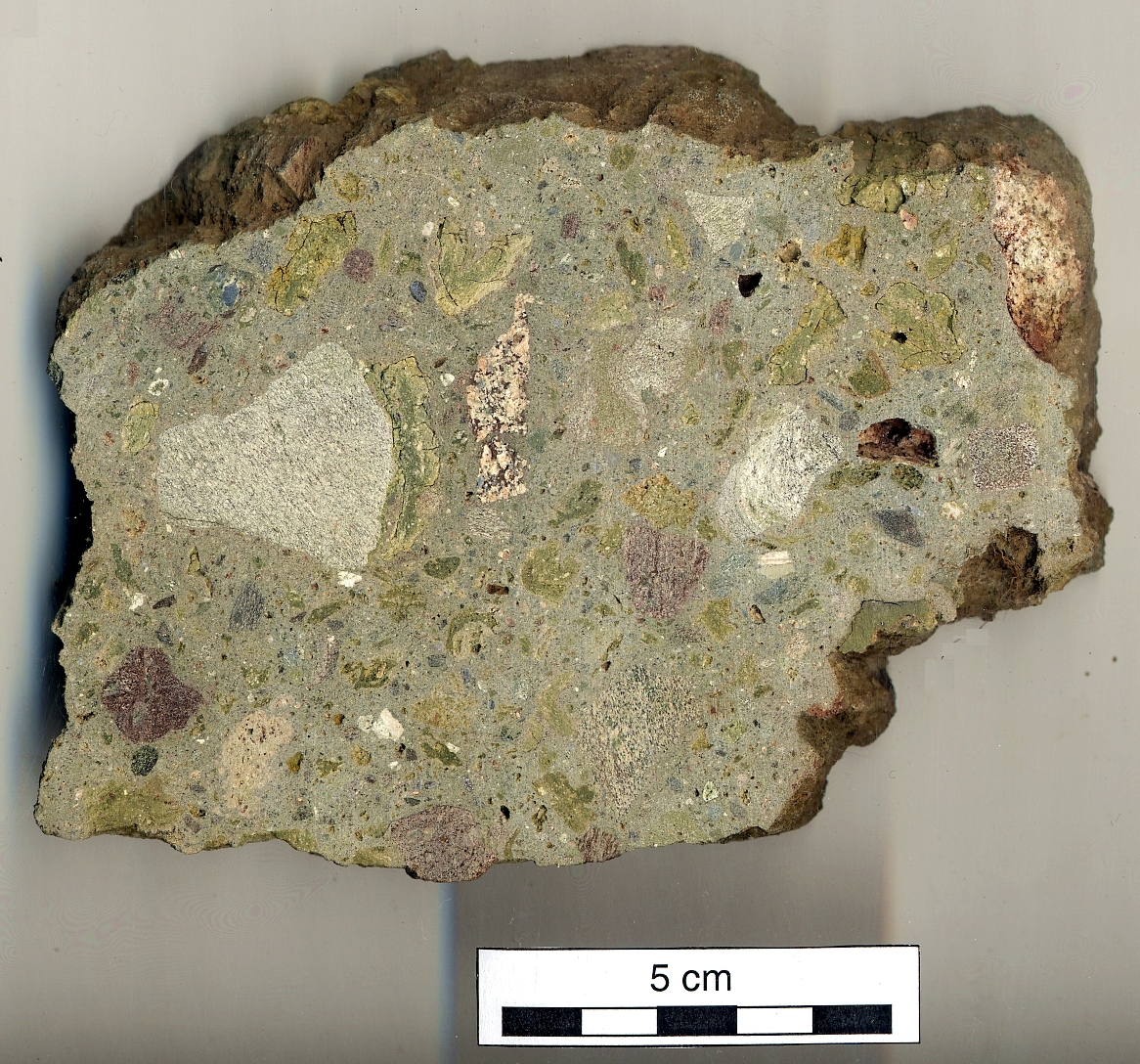
Suevita verdosa de un cráter de impacto en Rochechouart, Francia

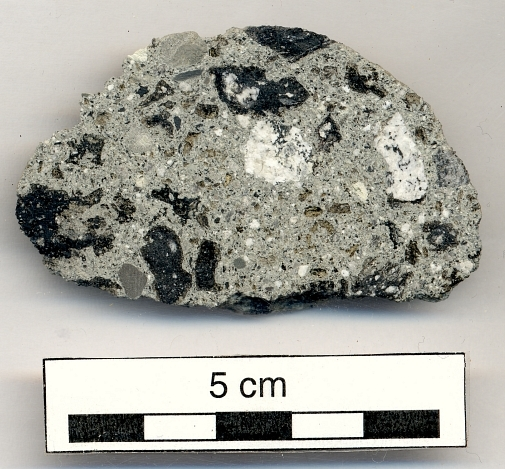
Suevita de un cráter de impacto en Lahojsk, Bielorrusia

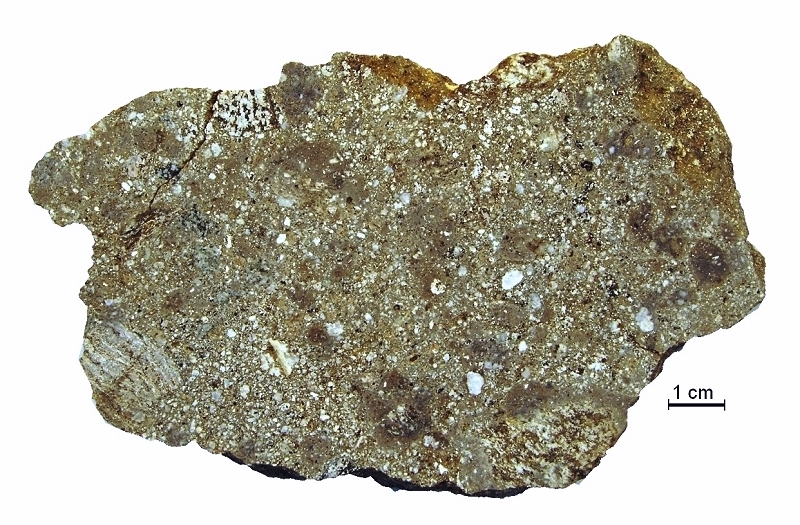
Suevita del cráter Manicouagan, Quebec, Canadá

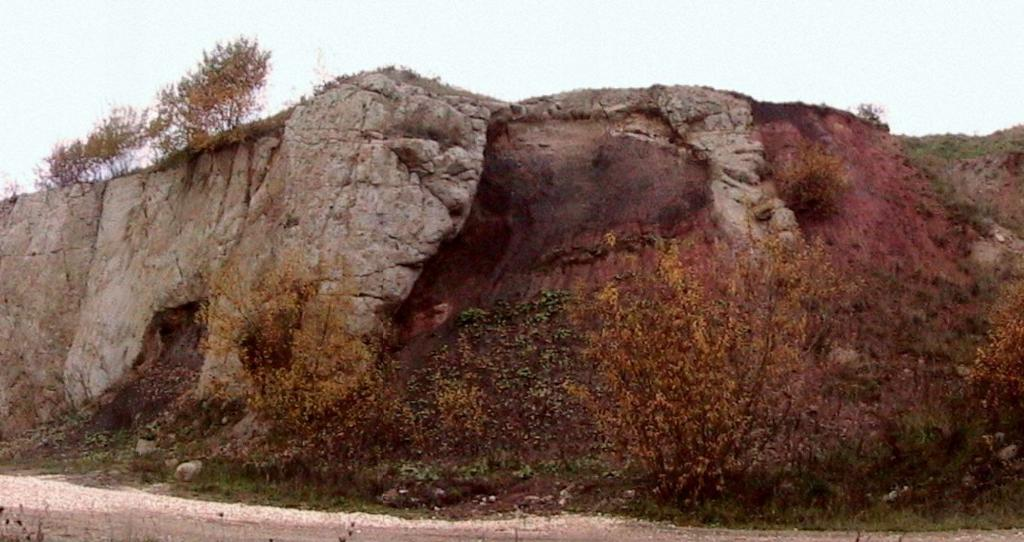
Una capa gruesa de suevita (gris claro) sobre bloques de brecha Bunte (aquí en su mayoría compuestos de arcilla rojiza)

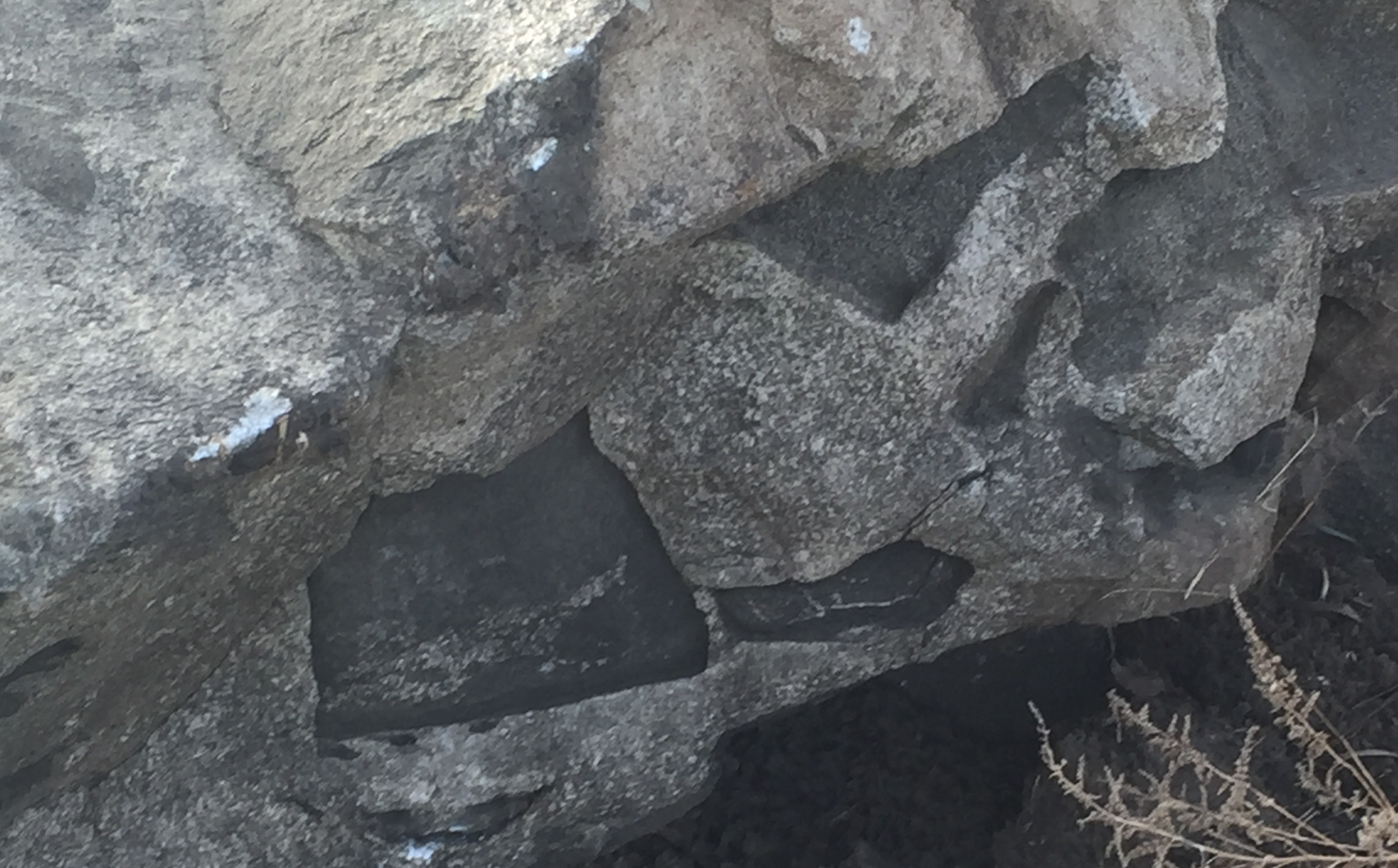
Brecha de suevita del evento de impacto de Sudbury. El clasto más grande en el centro inferior izquierdo mide 9 pulgadas de ancho.

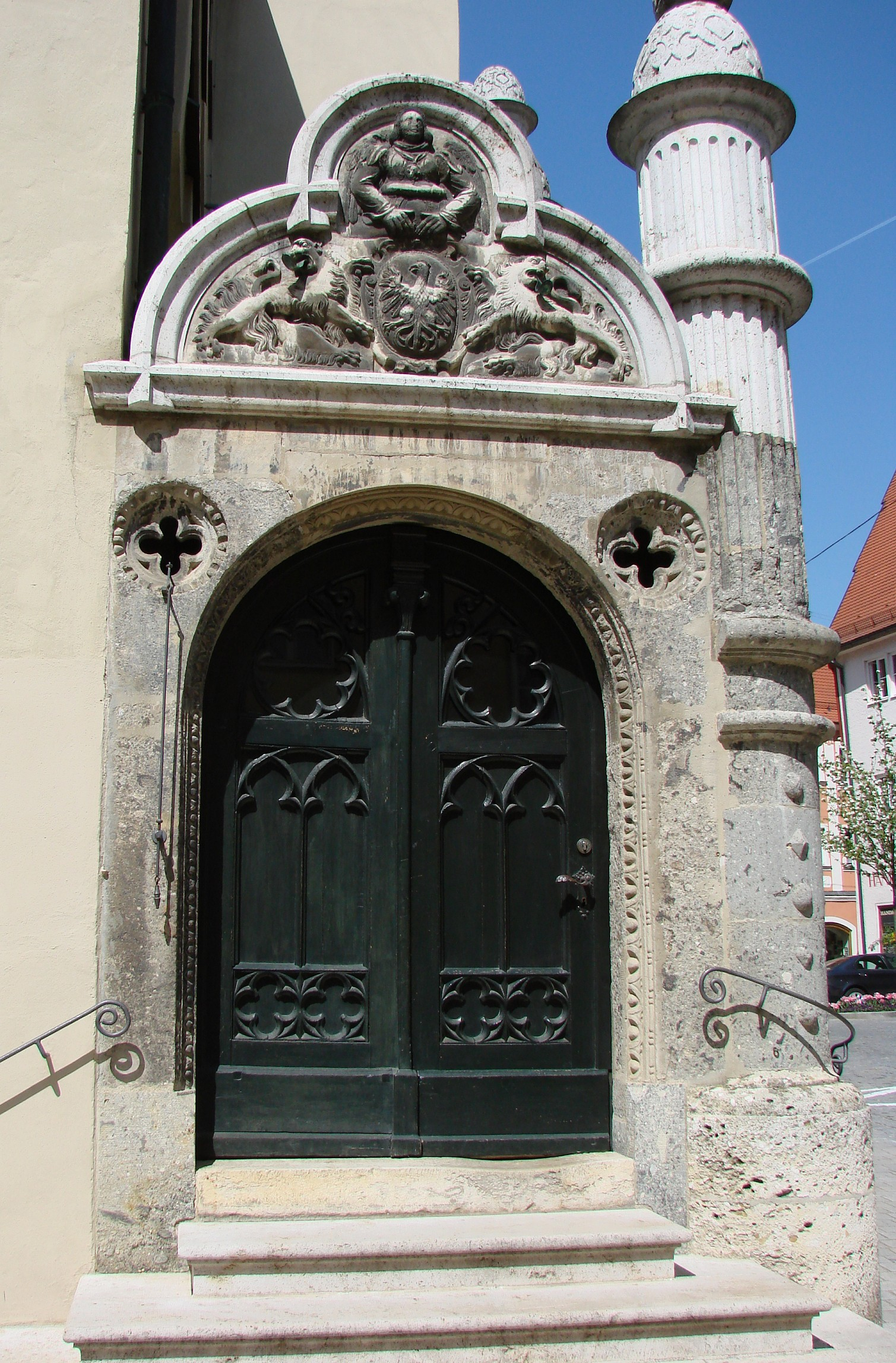
Portal a la escalera del ayuntamiento fabricado de suevita en Nördlingen, Alemania

La suevita es una roca que consiste en parte de material derretido, típicamente formando una brecha que contiene vidrio y cristales o fragmentos líticos, formados durante un evento de impacto. Forma parte de un grupo de tipos y estructuras de rocas que se conocen como impactitas.

## Nombre
La palabra "suevita" se deriva de "Suevia", nombre en latín de la región alemana de Suabia. Fue sugerido por Adolf Sauer en 1901.

## Formación
Se cree que la suevita se forma dentro y alrededor de los cráteres de impacto mediante la sinterización de fragmentos fundidos junto con los clastos no fundidos de la roca del sitio de impacto. Las rocas formadas a partir de material más completamente derretido que se encuentra en el suelo del cráter se conocen como tagamitas. La suevita es distinta de la pseudotaquilita en una estructura de impacto, ya que se cree que esta última se formó por efectos de fricción dentro del piso del cráter y debajo del cráter durante la fase de compresión inicial del impacto y la posterior formación del levantamiento central.

## Ocurrencia
La suevita es uno de los tipos de rocas de diagnóstico para grandes estructuras de impacto. Se ha descrito a partir de muchas de las estructuras de impacto más grandes identificadas en la tierra.
- Ries de Nördlinger[3][4]
- Cuenca de Sudbury
- Cráter Popigai[5]
- Cráter de Chicxulub[6]
- Cráter de Kara
- Estructura de impacto de Azuara